# Toúla Limnaios
Toúla Limnaios (grec moderne : Τούλα Λημναίου / Toúla Limnéou) est une danseuse et chorégraphe grecque, née en 1963 à Athènes.  Elle a fondé et dirige, depuis 1996, en collaboration avec le compositeur Ralf R. Ollertz, la compagnie Toúla Limnaios installée depuis 2003 à la Halle Tanzbühne de Berlin.

## Biographie
Sa famille émigre en Belgique l'année de sa naissance et l'enfant suit sa scolarité en français à Bruxelles. Elle commence à 12 ans l’étude de la danse classique chez Nicole Hanot et suit ses cours plusieurs années durant. Elle suit ensuite des formations en danse moderne, en technique Alexander et Laban, notamment à la FED, asbl dépendant de l'Université catholique de Louvain.
Elle travaille comme interprète avec Claudio Bernardo, Régine Chopinot et est assistante de Pierre Droulers.
Après avoir poursuivi sa formation avec Susanne Linke et à la Folkwang Universität d'Essen, elle entre au Dance Studio Folkwang sous la direction artistique de Pina Bausch et travaille avec les chorégraphes Rainer Behr, Stefan Brinkmann et Raffaela Giordano. Elle travaille aussi avec Conny Bauer et Peter Kowald pour des spectacles d'improvisation.
En 1996, elle cofonde à Bruxelles sa propre compagnie avec le musicien et compositeur, Ralf R. Ollertz et le créateur de lumières Franco Marri ; elle s'installe à Berlin en 1997. Elle produit des spectacles en Allemagne, et les fait tourner en Europe (Autriche, Belgique, Chypre, Danemark, Espagne, France, Grèce, Irlande, Italie, Lituanie, Lettonie, Pologne, Suisse), en Afrique (Sénégal) et en Amérique du Sud (Brésil, Venezuela).
Chorégraphe invitée au théâtre d'Osnabrück, au Collège des Arts de la scène à Francfort-sur-le-Main, au théâtre de Bielefeld et au Théâtre National de Thessalonique, elle est nommée professeure, en 2004, à la Palucca Schule de Dresde ; en 2007-2008, elle est professeure invitée, pour la chorégraphie, à la Ernst Busch Hochschule de Berlin.
En 2012, elle obtient avec sa compagnie le prestigieux prix George Tabori décerné à Berlin.
Depuis 2014, financée par l'administration du Sénat de Berlin pour la culture et l'Europe en tant qu'ambassadrice culturelle de l'Institut Goethe et du ministère des affaires étrangères, sa compagnie présente son répertoire sur les scènes internationales du monde entier.
La compagne emploie 18 salariés permanents et des freelances.
En 2022, le livre cie. toula Limnaios, paru chez Verlag Kettler, Dortmund, retrace avec de nombreux textes, schéma et photographies, la vie de sa compagnie de 1994 à 2022.

## Œuvres
- d'un(e)s, 1994
- landscapes, 1997
- le temps d'après, 1997
- entrevisions, 1998
- Faits d'hiver, 1999
- Falten der Nacht, 2000
- vertige / ysteres, 2000
- Nothing. I'll be there by not being there, 2001
- drift, 2002
- outre vie, 2002
- ISSON, 2003
- here to there, 2003
- better days, 2003
- spuren, 2004
- double sens, 2004
- short stories, 2005
- Die Sanfte, 2005
- irrsinn, 2006
- real time.compiler, 2006
- life is perfect, 2007
- simply gifts, 2007
- reading tosca, 2008
- the silencers, 2008
- les possédés, 2009
- wound, 2009
- à contre corps, 2010
- secrets perdus, 2010
- every single day, 2011
- anderland, 2011
- the rest of me, 2012
- wut, 2012
- I think I am, 2013
- if I was real, 2013
- miles mysteries, 2014
- la salle, 2015
- minute papillon, 2015
- isson, 2016
- tempus fugit, 2016
- die einen, die anderen, 2016
- momentum, 2017
- volto umano, 2018
- shifted realities, 2019
- meantime, 2020
- tell me a better story, 2020
- clair obscur, 2021